# Annick Allières
Annick Allières (* 6. März 1930) ist eine französische Schauspielerin.
Bekannt wurde sie 1958 mit Claude Autant-Laras Film Mit den Waffen einer Frau, in dem sie Noémie, die Freundin von Brigitte Bardot, spielte. 1959 folgte ihre erste Hauptrolle als Louise in Géza von Radványis Ihr Verbrechen war Liebe. Weitere erwähnenswerte Filme waren Jean Renoirs Das Testament des Dr. Cordelier, Claude Autant-Laras Im Bett des Königs und Tagebuch einer Frauenärztin sowie Édouard Molinaros Die Verführerin, wiederum mit Bardot. Ihr Schaffen umfasst mehr als 50 Produktionen, zuletzt trat sie Mitte der 1990er Jahre in einem Fernsehfilm in Erscheinung.
Annick Allières ist die Ehefrau von Guy Jorré und die Patin von dessen Cousine Claude Jade.

## Filmografie (Auswahl)
- 1958: Mit den Waffen einer Frau (En cas de malheur)
- 1959: Das Testament des Dr. Cordelier (Le testament du Docteur Cordelier)